# The Winter King
The Winter King är en brittisk historisk dramaserie från 2023 som hade premiär den 26 november 2023 på Viaplay. Första säsongen består av tio avsnitt. Serien är baserad på Bernard Cornwells boktrilogi The Warlord Chronicles, och är en blandning av historisk fiktion och legender om Kung Artur.

## Handling
Serien utspelar sig i Storbritannien på 500-talet, det vill säga långt innan landet enats, och kretsar kring Artur Pendragons väg till makten.

## Roller i urval
- Iain De Caestecker - Artur Pendragon

- Stuart Campbell - Derfel Cadarn
- Ellie James - Nimue
- Valene Kane - Morgan
- Simon Merrells -
- Ken Nwosu - Sagramor
- Billy Postlethwaite - Cadwys
- Daniel Ings - Owain
- Nathaniel Martello-White - Merlin
- Eddie Marsan - Uther
- Andrew Gower - Sansum